# Jatiya Sangsad
Jatiya Sangsad ("Nghị viện Quốc gia"; tiếng Bengal: জাতীয় সংসদ Jatiyô Sôngsôd), thường được gọi đơn giản là Sangsad hoặc JS, là cơ quan lập pháp cao nhất của Bangladesh. Quốc hội Bangladesh hiện tại gồm 350 ghế, trong đó có 50 ghế dành cho phụ nữ, được phân bổ theo vị trí đảng được bầu trong quốc hội. Những người được bầu được gọi là thành viên của quốc hội hoặc nghị sĩ. Các cuộc bầu cử nghị viện quốc gia lần thứ 11 được tổ chức vào ngày 30 tháng 12 năm 2018. Cuộc bầu cử được tổ chức năm năm một lần trừ khi quốc hội bị giải tán trước thời điểm đó.
Nhà lãnh đạo của đảng (hoặc liên minh của các đảng) nắm đa số ghế trở thành thủ tướng Bangladesh, và người đứng đầu chính phủ. Các Chủ tịch Bangladesh, các nghi lễ đứng đầu nhà nước, được lựa chọn bởi Quốc hội. Kể từ cuộc bầu cử quốc gia tháng 12 năm 2008, đảng đa số hiện tại là Liên đoàn Awami Bangladesh, được lãnh đạo bởi Thủ tướng Sheikh Hasina.

## Lịch sử
Quốc hội lập hiến Bangladesh được thành lập vào ngày 10 tháng 4 năm1972 sau Chiến tranh giải phóng Bangladesh để chuẩn bị một hiến pháp dân chủ và phục vụ với tư cách là Quốc hội đầu tiên với tư cách là một quốc gia độc lập. Hội đồng đã phê chuẩn Hiến pháp vào ngày 4 tháng 11 năm 1972 và nó có hiệu lực vào ngày 16 tháng 12 và Quốc hội lập hiến trở thành Quốc hội lâm thời Bangladesh cho đến khi cuộc bầu cử đầu tiên theo Hiến pháp mới diễn ra vào năm 1973.
Cho đến ngày 10 tháng 7 năm 1981, Quốc hội lập hiến, Quốc hội thứ nhất và thứ hai đã tổ chức các buổi họp của họ trong tòa nhà hiện là Văn phòng Thủ tướng và thường được gọi là Sangsad Bhaban (Tòa nhà Quốc hội cũ). Lễ khai mạc Tòa nhà Quốc hội hiện tại được thực hiện vào ngày 15 tháng 2 năm 1982. Phiên họp cuối cùng của Quốc hội thứ hai được tổ chức tại ngôi nhà mới vào ngày 15 tháng 2 năm 1982.
Ngày 6/8/2024, Tổng thống Mohammed Shahabuddin tuyên bố giải tán Quốc hội, mở đường cho một chính phủ lâm thời và tổ chức bầu cử mới.

## Cấu trúc
Quốc hội đơn viện và bao gồm 350 đại biểu bằng cách bỏ phiếu trực tiếp, bí mật và bình đẳng bởi bầu đa số hệ thống trong vòng 5 năm, 50 nơi đó được dành riêng cho phụ nữ, bằng cách tham gia vào bữa tiệc tài khoản liên kết bầu, theo mua bên phần bỏ phiếu.
Một công dân Bangladesh đã đến tuổi 25 có thể trở thành một phó.
Người phát ngôn, được bầu bởi Nghị viện tại cuộc họp đầu tiên, đứng đầu Nghị viện kể từ ngày 29 tháng 2 năm 2015, vị trí này được Shirin Sharmin Chowdhury chiếm giữ

## Quyền hạn
Quốc hội thực thi thẩm quyền lập pháp tại Cộng hòa Nhân dân Bangladesh, đưa ra mọi quyết định theo đa số đơn giản.
Sáng kiến lập pháp được soạn thảo bởi dự thảo luật và đệ trình lên quốc hội, trong trường hợp quốc hội xem xét, nó được đệ trình lên tổng thống để xin chữ ký, trong đó 15 ngày được phân bổ. Nếu tổng thống từ chối ký dự luật, sau đó ông được đưa trở lại quốc hội, nơi ông được coi là có tính đến các sửa đổi của tổng thống và nếu thông qua lần thứ hai mà không có bất kỳ thay đổi nào, tổng thống có nghĩa vụ ký vào dự luật này trong vòng 7 ngày, sau đó dự luật trở thành luật.
Quốc hội có quyền độc quyền ấn định thuế, cũng như quyền ban hành nghị định trao quyền cho bất kỳ cơ quan hoặc người nào có thẩm quyền ban hành các hành vi pháp lý có ý nghĩa quy phạm.

## Tương tác với các chi nhánh khác của chính phủ
Tổng thống được bầu bởi quốc hội, nhiệm vụ của ông bao gồm việc triệu tập Quốc hội, tuyên bố nghỉ việc và giải tán quốc hội bằng một tuyên bố công khai. Theo yêu cầu của Tổng thống, Thủ tướng có nghĩa vụ gửi bất kỳ câu hỏi nào cho quốc hội. Trong trường hợp có sự khác biệt về quan điểm về bất kỳ vấn đề nào với tổng thống và đa số nghị viện, nguyên thủ quốc gia có thể bị cách chức. Tổng thống có quyền giải tán quốc hội chỉ theo đề nghị của Thủ tướng, như một quy tắc trong trường hợp ông mất sự ủng hộ của đa số nghị viện và không sẵn lòng từ chức.
Nội các Bộ trưởng (cơ quan hành pháp cao nhất ở Bangladesh) cũng do Thủ tướng đứng đầu và chịu trách nhiệm trước Quốc hội, theo đoạn 2 của Nghệ thuật. 55 chương 2 của Hiến pháp. 9/10 trong số những người tham gia được bầu từ các thành viên của Quốc hội, và nhà lãnh đạo của đa số nghị viện trở thành thủ tướng. Trong trường hợp bổ nhiệm các thành viên của Nội các Bộ trưởng trong giai đoạn giữa việc giải tán quốc hội trước đó và tuyển dụng người tiếp theo, các thành viên của quốc hội bị giải thể chiếm các vị trí trong cơ quan hành pháp.
Do đó, cấu trúc này nhằm mục đích thống trị ý chí của quốc hội và thủ tướng trên nguyên thủ quốc gia.